# Brie (Aisne)
Brie település Franciaországban, Aisne megyében. Lakosainak száma 54 fő (2022. január 1.). Brie Crépy, Fourdrain és Saint-Nicolas-aux-Bois községekkel határos.

## Népesség
A település népességének változása:
| Lakosok száma | 80   | 58   | 60   | 59   | 57   | 53   | 53   | 54   | 55   | 54   |
|               | 1968 | 1982 | 1990 | 2006 | 2013 | 2015 | 2017 | 2019 | 2020 | 2022 |